# 류예리
류예리(1984년 ~ )는 대한민국의 배우이자 모델이다.

## 출연 작품

### 드라마
- 《낭만닥터 김사부 3》 (2023년, SBS) - 정인수의 아내 역
- 《O'PENing - 아파트는 아름다워》 (2022년, tvN) - 은정현 역
- 《왜 오수재인가?》 (2022년, SBS) - 오수정 역
- 《갯마을 차차차》
- 《펜트하우스 2》
- 《드라마 스테이지 - 통화권이탈》 (2020년, tvN)
- 《보이스 2》 (2018년, OCN) - 허수지 역
- 《리턴》 (2018년, SBS) - 너바나 매니저 역
- 《싸우자 귀신아》 (2016년, tvN)

### 연극
- 《섬마을 우리들》
- 《오아시스세탁소 습격사건》
- 《브라보마이라이프》

### 예능
- 《프로젝트 런웨이 코리아》 (On Style)
- 《겟 잇 스타일》 (On Style)
- 《도전! 수퍼모델 코리아》 (On Style)

### 광고
- 필립스
- 존슨앤드존슨 글로벌
- 삼성 스마트 티비스카이베가
- 카스
- 샤프란
- 이베이